# División de Honor Plata de balonmano 2016-17
La División de Plata de Balonmano 2016-17 fue la 23.ª edición de la categoría, segundo eslabón en el sistema de competición profesional de balonmano en España.
La temporada regular comenzó en el mes de septiembre de 2016 y después de disputar 30 partidos el campeón fue la Sociedad Deportiva Teucro, que ascendió directamente a la Liga ASOBAL, tras su descenso el año anterior, mientras que los siguientes cuatro equipos sin contar filiales se enfrentaron entre ellos en un playoff de ascenso que venció el MMT Seguros Zamora, acompañando al campeón en el ascenso de categoría.
Los tres peores equipos al término de la liga fueron relegados a Primera Nacional para la siguiente temporada.

## Equipos participantes
| Equipo                        | Localización        | Estadio                                 | Capacidad |
| ----------------------------- | ------------------- | --------------------------------------- | --------- |
| Zumosol Palma del Río         | Palma del Río       | El Pandero                              | 1 500     |
| Cajasur BM Córdoba            | Córdoba             | IDM Fátima                              | 500       |
| Gijón Jovellanos              | Gijón               | Palacio de Deportes                     | 5 197     |
| R. G. C. Covadonga            | Gijón               | Pabellón Braulio García                 | 1 331     |
| MMT Seguros Zamora            | Zamora              | Ángel Nieto                             | 1 200     |
| Viveros Herol Nava            | Nava de la Asunción | Polideportivo Municipal                 | 700       |
| Club Handbol Bordils          | Bordils             | Pavelló Blanc i Verd                    | 600       |
| FC Barcelona Lassa "B"        | Barcelona           | Palau Blaugrana                         | 7 500     |
| Club BM Alcobendas            | Alcobendas          | Los Sueños                              | 1 000     |
| Ikasa BM Madrid               | Boadilla del Monte  | Polideportivo Francisco Fernández Ochoa | 575       |
| S. D. Teucro                  | Pontevedra          | Pabellón de Pontevedra                  | 4 000     |
| Cisne BM                      | Pontevedra          | CGTD de Pontevedra                      | 300       |
| Tolosa C. F.                  | Tolosa              | Polideportivo Usabal                    | 600       |
| Amenabar Zarautz K. E.        | Zarauz              | Polideportivo Municipal                 | 3 000     |
| Bathco BM Torrelavega         | Torrelavega         | Pabellón Vicente Trueba                 | 2 688     |
| Vestas BM Alarcos Ciudad Real | Ciudad Real         | Quijote Arena                           | 5 863     |

## Clasificación

### Temporada regular
|                                           | Equipo                        | Puntos | J  | G  | E | P  | GF  | GC  | DG   | Clasificación o descenso        |
| ----------------------------------------- | ----------------------------- | ------ | -- | -- | - | -- | --- | --- | ---- | ------------------------------- |
| 1                                         | S. D. Teucro                  | 50     | 30 | 23 | 4 | 3  | 867 | 772 | 95   | Ascenso a Liga ASOBAL           |
| 2                                         | Zumosol Palma del Río         | 43     | 30 | 21 | 1 | 8  | 810 | 710 | 100  | Clasifica a Playoffs de Ascenso |
| 3                                         | FC Barcelona Lassa "B"        | 43     | 30 | 20 | 3 | 7  | 913 | 819 | 94   |                                 |
| 4                                         | MMT Seguros Zamora            | 42     | 30 | 20 | 2 | 8  | 767 | 690 | 77   |                                 |
| 5                                         | Bathco BM Torrelavega         | 38     | 30 | 18 | 2 | 10 | 797 | 746 | 51   | Clasifica a Playoffs de Ascenso |
| 6                                         | Club BM Alcobendas            | 36     | 30 | 15 | 6 | 9  | 842 | 797 | 45   |                                 |
| 7                                         | R. G. C. Covadonga            | 34     | 30 | 16 | 2 | 12 | 796 | 769 | 27   |                                 |
| 8                                         | Vestas BM Alarcos Ciudad Real | 32     | 30 | 15 | 2 | 13 | 798 | 802 | -4   |                                 |
| 9                                         | Cisne BM                      | 30     | 30 | 14 | 2 | 14 | 832 | 826 | 6    |                                 |
| 10                                        | Club Handbol Bordils          | 25     | 30 | 11 | 3 | 16 | 739 | 786 | -47  |                                 |
| 11                                        | Ikasa BM Madrid               | 25     | 30 | 10 | 5 | 15 | 750 | 763 | -13  |                                 |
| 12                                        | Amenabar Zarautz K. E.        | 25     | 30 | 11 | 3 | 16 | 705 | 751 | -46  |                                 |
| 13                                        | Viveros Herol Nava            | 25     | 30 | 12 | 1 | 17 | 782 | 821 | -39  |                                 |
| 14                                        | Cajasur BM Córdoba            | 19     | 30 | 9  | 1 | 20 | 755 | 806 | -51  |                                 |
| 15                                        | Tolosa C. F.                  | 7      | 30 | 3  | 1 | 26 | 742 | 870 | -128 | Descenso a Primera Nacional     |
| 16                                        | Gijón Jovellanos              | 6      | 30 | 2  | 2 | 26 | 679 | 846 | -167 |                                 |
| Fuente: Federación Española de Balonmano; |                               |        |    |    |   |    |     |     |      |                                 |

### Playoffs de ascenso
Los playoffs de ascenso fueron disputados en Palma del Río, en el Polideportivo Municipal El Pandero, estadio donde hace de local el Zumosol Palma del Río, mejor clasificado en la liga regular de los participantes, en los días 27 y 28 de mayo de 2017.
El ganador de estos playoffs ascendió a la Liga ASOBAL junto a la Sociedad Deportiva Teucro, campeón de la liga regular.
|  | Semifinales             | Semifinales |                      |                         | Final | Final |  |
|  |                         |             |                      |                         |       |       |  |
|  |                         |             |                      |                         |       |       |  |
|  | 1 Zumosol Palma del Río | 29          |                      |                         |       |       |  |
|  | 1 Zumosol Palma del Río | 29          |                      |                         |       |       |  |
|  | 4 Club BM Alcobendas    | 24          |                      |                         |       |       |  |
|  | 4 Club BM Alcobendas    | 24          |                      | 4 Zumosol Palma del Río | 17    |       |  |
|  |                         |             |                      | 4 Zumosol Palma del Río | 17    |       |  |
|  |                         |             | 2 MMT Seguros Zamora | 18                      |       |       |  |
|  | 6 MMT Seguros Zamora    | 28          | 2 MMT Seguros Zamora | 18                      |       |       |  |
|  | 6 MMT Seguros Zamora    | 28          |                      |                         |       |       |  |
|  | 2 Bathco BM Torrelavega | 25          |                      |                         |       |       |  |
|  | 2 Bathco BM Torrelavega | 25          |                      |                         |       |       |  |
|  |                         |             |                      |                         |       |       |  |

| Asciende a Liga ASOBAL 2017-18 |
| ------------------------------ |
| MMT Seguros Zamora             |